# El amor llegó más tarde
El amor llegó más tarde é uma telenovela mexicana, produzida pela Televisa e exibida em 1979 pelo El Canal de las Estrellas.

## Elenco
- Diana Bracho
- Sergio Bustamante
- Magda Guzmán
- Jorge Ortiz de Pinedo